# Йода
Йо́да (англ. Yoda) — вигаданий персонаж всесвіту Зоряних війн, Гранд-майстер Ордену джедаїв, один із найсильніших та наймудріших джедаїв свого часу. Отримав місце у Раді Джедаєв приблизно через сотню років після свого народження, а титул гранд-майстра – приблизно у 600 років. Автори, які втілили персонажа на екрані — британські гримери Нік Дадмен та Стюарт Фріборн. Вперше з'являється у фільмі «Імперія завдає удару у відповідь». 

## Походження
Згідно із задумом Лукаса, Йода повинен залишатися загадковою, нерозкритою особистістю. Він заборонив описувати його походження і минуле у всіх книгах, мультфільмах та іграх. Хоча деяка інформація про майстра відома, але рідна планета магістра Йоди і його расова приналежність залишаються у секреті.

## Мова
Йода розмовляє основною мовою Галактики, інвертуючи порядок слів. Характерний для нього граматичний порядок - "додаток-підмет-присудок". Однак іноді персонаж розмовляє, використовуючи менш екзотичний порядок "підмет-присудок-додаток". 
В оригіналі його стиль грубо порушує правила англійської мови, де порядок слів у реченнях часто чітко визначений. Зважаючи на особливості української мови, в українському перекладі це не так помітно. «Український» Йода промовляє слова у нетиповому порядку, проте його мова граматично менше спотворена з точки зору правил української мови. Типовий приклад висловлювання Йоди: «Коли ж і тобі 900 років буде, не так бадьоро будеш виглядати ти».
На честь цієї особливості мовлення був названий прийом програмування «Умови Йоди», що полягає в тому, що змінюють порядок написання значення змінної та саму змінну.

## Біографія
Йода — гранд-майстер Ордена джедаїв, був одним із найсильніших і наймудріших джедаїв свого часу. Місце в Раді отримав через приблизно сотню років після народження. Володіючи довголіттям, він досяг титулу гранд-майстра у віці приблизно 600 років.
Йода зумів вижити під час наказу 66. Після невдалої дуелі з Дартом Сідіусом пішов у добровільне вигнання на планету Дагоба, де помер природною смертю в 4 році ПБЯ. Рідна планета і раса Йоди невідомі.
Йода, оволодівши усіма сімома формами атак світловим мечем, вважався одним з найкращих дуелянтів в Раді джедаїв свого часу; Майстер-джедай Мейс Вінду, був, можливо, єдиним джедаєм, який міг змагатися з Йодою в цьому відношенні. Його майстерність володіння IV формою боротьби світловим мечем «Атар» дозволяла йому долати гравітаційні обмеження і досягати неймовірних висот. Він є винятковим фехтувальником, що демонструє дивну спритність і швидкість, кружляючи і стрибаючи в повітрі і збиваючи з пантелику ошелешеного супротивника. Йода також активно брав участь у справах з управління Орденом джедаїв, і, як і Вінду, служив республіканським дипломатом. Сила Йоди була здатна розвіяти і відобразити спалахи блискавок, піднімати величезні предмети. Йода навіть був здатний використовувати бойову медитацію, щоб під час сутички піднімати моральний дух своїх воїнів і одночасно примушувати противників рятуватися втечею. Він міг відшукати найприхованіші прояви темряви за допомогою сили Світла і відчувати смерті окремих людей і визначати їх. В цілому, ці здібності показували значно більше і глибоке знання Сили, ніж у інших майстрів-джедаїв і лордів ситхів свого часу. Також Йода завжди переставляв слова в реченні, наділяючи останні не одним змістом.
Одним учням магістр Йода міг здатися дуже суворим і сварливим старим, що перевіряє їхні розумові та фізичні здібності, а іншим — дуже теплим і добрим. (На початку свого навчання багато студентів зазвичай не бачили сутність вчення Йоди, і лише в кінці вони усвідомлювали важливість його настанов). У раді джедаїв Йода, перш за все, був відомий своїми несподіваними жартами. Але все ж, він був скромним і мудрим майстром, який був втіленням Ордена джедаїв і великим служителем цього святого вчення.
Роки давали знати про себе. Йода був змушений при ходьбі спиратися на палицю. Є інформація, що одна з його поклажі — пам'ятний дарунок від вукі, а його тростина була зроблена з якоїсь рослини Гимере, що містить живильні речовини, так що під час довгого шляху Йода міг жувати тростину.
Інший, не менш дивний предмет, яким володів Йода — це Блісс, музичний інструмент на зразок малої флейти, яку він носив під час свого перебування на Дагоба.

## Поява у фільмах

### Сходження Імперії
У 32 ДБЯ Квай-Гон Джинн привів юного хлопчика-раба на ім'я Енакін Скайуокер до Ради джедаїв, стверджуючи, що хлопчик є Обраним, здатним встановити рівновагу у Силі, і попросив взяти його в падавани, як тільки Обі-Ван Кенобі пройде всі необхідні випробування для отримання звання лицаря-джедая (як відомо, джедай міг мати тільки одного падавана в період навчання). Йода, як найдосвідченіший учитель в раді, і найповажніший і почесний майстер-джедай, зіграв ключову роль у початковому рішенні цієї проблеми і відхилив прохання. Йода вважав, що роки рабства не пройшли непомітно для юного хлопчика і його занадто тісна прихильність до матері заважатиме успішним заняттям та тренуванням. Йода думав, що майбутнє цього хлопчика невизначено.
Після смерті Куай-Гона від руки Дарта Мола, рада, проте, анулювала своє попереднє рішення, хоча й невідомо з яких причин. Сам Йода суперечив своїм власним рішенням. Існує лише одне можливе пояснення для цього спростування — довіра Йоди до Кенобі була куди більшою, ніж вона могла бути між простим учнем і вчителем. Інша причина полягала в тому, що після того, як Енакін показав таке вміння в застосуванні Сили при знищенні станції управління дроїдів, рада відчула деяке збентеження і навіть сором (якщо не небезпеку) в тому, щоб не зробити такого видатного носія Сили джедаєм. Попри те, що про навчання Енакіна просив ще Куай-Гон, після його смерті Обі-Ван попросив, щоб його підготовку довірили йому, незалежно від минулих подій, і рада, нарешті, дала згоду, про себе зазначивши, що навчання цього молодика буде великим ризиком для Обі-Вана.

### Війни клонів
У 22 ДБЯ Йода виступив головним генералом Республіки в битві на Джеонозісе, коли армія республіканських солдатів-клонів вперше була випробувана в бою. Він очолив загін, якому було доручено врятувати Обі-Вана, Енакіна і Падме Амідалу Наберріе від страти, приготованої їм Конфедерацією Незалежних Систем, відомих також під ім'ям «сепаратисти». У розпал битви Йода воював на світлових мечах з лідером сепаратистів і лордом ситхів графом Дуку, який колись був його учнем. На вигляд неповороткий і старий, Йода демонструє небачену майстерність у володінні світловим мечем (форма IV володіння світловим мечем, відмінними рисами якої є використання Сили для виконання неймовірних акробатичних прийомів). Це протиборство закінчилося, коли граф Дуку, вирішивши врятуватися втечею, піддав життя поранених Обі-Вана та Енакіна небезпеці.
У 19 ДБЯ канцлер Палпатін, який в той момент був як ніколи близький до абсолютної влади над Галактичним Сенатом, призначив Енакіна до Ради джедаїв як свого власного представника. Після чого Рада, насторожена цим, неохоче погодилася з цим рішенням. Однак Йода і Мейс Вінду, які все ще викликали повагу у юного джедая, не хотіли порушувати порядок розвитку джедаїв і не присвоїли йому звання майстра. Вони припускали, що звання магістра дало б йому можливість голосувати на всіх зборах Ради, і це б означало те саме, що якби цей голос був даний Палпатіном, чого вони не хотіли б допустити.
Якраз в цей час Йода веде нараду про таємничого лорда ситхів Дарта Сідіуса. Йода, використовуючи свою неймовірну чутливість і володіння Силою, відчуває присутність лорда ситхів і, нарешті, приходить до висновку, що Сідіусом є хто-небудь з наближених до Палпатіна. Але, навіть при всій своїй майстерності, Йода не побачив перехід Енакіна на темну сторону сили.
Коли Палпатін, тепер вже самопроголошений Імператор Галактичної Імперії, наказував виконати наказ 66, Йода в цей час перебував на Кашііке і спостерігав битву між силами сепаратистів і змішаним військом солдатів-клонів і вукі. Він відчував смерть кожного джедая, який загинув від рук своїх власних загонів. Відчуваючи в цьому якесь попередження, Йода блискавично вбиває підісланих до нього клонів, а потім, за допомогою лідера вукі Тарфулла і Чубакки, він відправляється на Корусант, де він разом з Обі-Ваном пробивається крізь ряди клонів до Храму джедаїв, щоб знищити пастку для кожного джедая, який міг стати жертвою наказу 66. При виявленні голографічного запису, що показує Енакіна, як жорстокого вбивцю, Йода доручив Кенобі вбити свого останнього учня. Кенобі відповів Йоді, що він не може битися з Енакіном, і що він хотів би замість нього вбити Сідіуса. Але Йода наполягав, кажучи при цьому, що «… для поєдинку з Сідіусом сил твоїх не вистачить».

### Дуель з Палпатіном
Згодом Йода вчинив титанічну сутичку з Палпатіном, яка практично зруйнувала будівлю Сенату. Сили сторін здавалися рівними, адже в битву вступили два майстри обох сторін Сили, і жодна не могла перемогти іншу. Намагаючись завершити цей поєдинок, Палпатін перемістився на більш високе положення і використовував Силу, щоб жбурляти важкими ложами Сенату в Йоду, який з легкістю став ухилятися від них і навіть відбив назад одну в Палпатіна, змусивши його стрибнути на нижчий рівень. Опинившись знову на одному рівні з Палпатіном, Йода застосував свої акробатичні здібності і активував свій світловий меч. Палпатін застосував Силу і пустив в Йоду розряд блискавок, при цьому вибивши його світловий меч. Залишившись без своєї зброї, Йода почав використовувати свої долоні, щоб поглинати темну енергію, і навіть відбивав деякі згустки назад у Палпатіна. Здавалося, що Йода набув переваги в битві, але боротьба закінчилася нічиєю, оскільки відбувся вибух зіткнення енергій, що відкинув Йоду і Палпатіна в різні боки. Обидва майстри вхопилися за край трибуни Сенату, і вдалося втриматися лише Палпатіну. Йода, не в змозі втриматися, впав на підлогу зали Сенату. Після вбивств, влаштованих солдатами-клонами і майже повним знищенням ситхами ордену джедаїв, ослаблений Йода усвідомив, що він не може перемогти Палпатіна. Потім Йода вирушив у вигнання, щоб сховатися від Імперії, і чекати іншої можливості знищення ситхів.
Є трохи інша версія дуелі Йоди і Палпатіна. В ній говориться, що Йода витрачав занадто багато сил на дуель, і Палпатін, скориставшись цим, підстрибнув на більш високий рівень, а Йода — за ним, але трохи запізнився: Палпатін вразив його блискавками, і той впав вниз. Також, за цією версією, Йода не міг перемогти Палпатіна, так як йому, за його словами, «не вистачає знань».
Енакін, тим часом, втратив майже всі свої кінцівки і обгорів у полум'ї після закінчення битви з Обі-Ваном — ці ушкодження відібрали більшість його потенціалу до використання Сили, а кібернетичні імплантати, встановлені за згодою Палпатіна щоб зберегти йому життя, зробили його мало схожим на людину. Його перетворення в страшну машину стало страшним втіленням фатальних слів, сказаних Йодою Обі-Вану, який не вірив, що його учень перейшов на темну сторону Сили: «Хлопчика, що вчив ти, вже немає, поглинув його Дарт Вейдер».
Зрештою, стало ясно, що Йода перебував у контакті з духом Квай-Гона. Згодом він передав ці знання Обі-Вану.

### Після битви над Явіном
Через 22 роки після вигнання Йоди, в 3 ПБЯ, Люк Скайвокер вирушив на Дагоба з метою знайти Йоду і пройти навчання джедая, як йому сказав дух Обі-Вана Кенобі, який загинув у сутичці з Дартом Вейдером на борту Зірки Смерті. Трохи повпиравшись, Йода, нарешті, погодився навчити його шляхах Сили. До закінчення свого навчання Люк, тим не менш, встав перед вибором залишити Дагоба і вирушити рятувати своїх друзів від Дарта Вейдера і Імперії. Давши обіцянку Йоді повернутися і завершити підготовку, він вирушив в дорогу.
Повернувшись на Дагоба в 4 ПБЯ, Люк застав Йоду хворим і сильно ослабленим старістю. Йода сказав Люку, що той завершив своє навчання, але не стане джедаєм до тих пір, поки «не зустрінеться зі своїм батьком», Дартом Вейдером. Потім Йода помер у віці 900 років і, нарешті, повністю злився з Силою.
Зрештою, Люк почув всім навчань Йоди, що і врятувало його від гніву і падіння на темну сторону: він контролював свої емоції навіть тоді, коли перебував за крок від вбивства Дарта Вейдера і становлення новим учнем Імператора. Коли Імператор спробував вбити Люка розрядами блискавок, Вейдер повернувся на світлу сторону і знову став Енакін Скайуокером, убивши свого вчителя, щоб врятувати сина. Енакін загинув від пошкоджень свого костюма в навколишньому його крах Імперії. Пізніше в цю ж ніч, Люк з гордістю і вдячністю поглядав на Енакіна в оточенні Обі-Вана та їх вічного наставника — Йоди.

## Йода в інших сюжетах
В серіалі «Зоряні війни: Війни клонів» з'являвся в Першому сезоні Епізоді 1 «Засідка». Майстер Йода та три клони-солдата мають зустрітися на нейтральному місяці в системі Тойдарія з поплічницею графа Дуку Асажж Вінтрес і масивними підрозділами армії клонів під її командуванням для того, щоб довести королю Тойдарії (Toydaria) спроможність джедаїв захистити стратегічну для них планету, та укласти необхідний Республіці договір.

## Цікаві факти
- Йода не брав участі в «Новій надії», але його ім'я згадувалося в сценарії.
- Подібно багатьом іменам з Зоряних Воєн, ім'я «Yoda» походить від давнішої мови — швидше за все від санскриту, і в перекладі означає yoddha «воїн», з єврейської ж yodea перекладається «той, хто відає».
- На формування персонажа Йоди значний вплив зробив образ головного героя спільного радянсько-японського фільму «Дерсу Узала», знятого Акірою Куросавою за мотивами однойменного роману В. К. Арсеньєва, — нанайця (гольда) Дерсу Узала, що став провідником і найкращим другом російського мандрівника.
- Створили цей персонаж два британські гримери: молодий тоді Нік Дадмен (Nick Dudman) і легендарний британський гример Стюарт Фріборн (Stuart Freeborn).
- За задумом Лукаса Йода повинен залишатися загадковою, нерозкритою повністю особистістю. Його походження і минуле забороняється описувати у всіх книгах, мультфільмах, іграх та інших творах за мотивами «Зоряних війн».
- Італійські фанати Зоряних Війн, особливо діти, часто називають Йоду «першим сардинцем» або «тим, хто говорить по-сардинськи». Це є наслідком того, що при перекладі фільмів на італійську, манера розмови Йоди дуже сильно нагадувала сардинський акцент, який вважається в Італії кумедним і навіть безглуздим.
- Прообразами Йоди послужили двоє стародавніх японських бойових майстри. Дослідження цього припущення вказують на Сокаку Токеда і Гозо Шіода. Такеда, перш за все, є представником найзнаменитішого сімейства самураїв у світі, які присвятили своє життя військовій справі. Їх бойове мистецтво, яка називається Даіто-рю, прийнято вважати основою Айкідо. Майстер-фехтувальник Такеда, позначений просто як номер «4'11», заробив собі прізвисько Айзо Не Котенгу, що в перекладі означає «карлик-недоросток». Аналогічним чином і Гозо, військовий майстер Йошинкан Айкідо, перебував під цим же числом — «4'11». Як і Йода, вони були надзвичайно малі, але, тим не менш, це не завадило їм володіти чудовими бойовими здібностями. Їхнє мистецтво ґрунтувалося на вченні Айкі, або ж просто Кі (Силі) і методах її застосування. Крім того, як і Йода, вони були природженими менторами.
- За лічені хвилини перед тим, як знімати сцени з Йодою в п'ятому епізоді, Френк Оз випадково впустив і розбив голову Йоди. Тоді творець ляльки Стюарт Фріборн сказав лише одну фразу: «Мені треба випити»[джерело?].
- 2016 року на сайті Київської міської ради з'явилася петиція про перейменування вулиці Регенераторної на вулицю Магістра Йоди[2], однак вона не набрала 10 000 голосів. Ба більше, цього ж року в Конотопі також була створена місцева петиція про перейменування вулиці Комунальної на честь персонажа[3].
- На бронежилеті командувача ЗСУ Валерія Залужного є нашивка із Йодою.